# Gustav Garlepp
Gustav Garlepp (* 24. Juli 1862 in Cörmigk; † 25. Februar 1907 in Hohenau, Paraguay) war ein deutscher professioneller Naturaliensammler, Naturalienhändler und Ornithologe.

## Leben
Gustav Garlepp war ein Sohn von Leberecht Garlepp (1832–1911) und dessen Ehefrau Sophie (1838–1923), geborene Polysius. Der Naturaliensammler
Otto Garlepp (1864–1959) war sein jüngerer Bruder.
Er besuchte die Realschule von Köthen, war als Kassenbeamter in der Köthener Kreissparkasse tätig und reiste im Alter von 21 Jahren im Auftrag von Otto Staudinger zum Sammeln von Insekten nach Südamerika. Im Januar 1884 fuhr er den Amazonas hoch nach Fonte Boa, wo er 2 Monate beim Entomologen Paul Hahnel (1843–1887), der jahrelang im Stromgebiet des Amazonas Insekten gesammelt hatte, für seine anstehende Tätigkeit als Naturaliensammler ausgebildet wurde. Nach der Weiterreise nach Iquitos in Peru begann er seine Sammeltätigkeit und sammelte vor allem Insekten, Vögel, deren Vogelbälge von Hans Graf von Berlepsch untersucht wurden und Vogeleier, die er Adolph Nehrkorn in Riddagshausen übersandte. Er sammelte etwa 4 Jahre im peruanischen Einzugsbereich des Amazonas im Bereich der Flüsse Marañón, Rio Huallaga und Río Ucayali und kehrte 1888 für kurze Zeit nach Deutschland zurück. Im September 1888 reiste er über Hamburg und Buenos Aires in Argentinien nach Santa Cruz in Bolivien, wo er nach seiner Ankunft im April 1889 eine umfangreiche Sammlung von Vogelbälgen anlegte, die im April 1892 etwa 1530 Vögel umfasste. Im Jahr 1892 reiste er wieder nach Deutschland, heiratete wenig später am 2. März 1893 in Dessau Emmy Wessels und reiste gemeinsam mit ihr und seinem Bruder Otto Ende Mai 1893 über Hamburg nach Südamerika, wobei ihn seine 3. Amerikareise über die Magellanstraße nach Mollendo in Peru und weiter mit der Eisenbahn bis zum Titicacasee und einem Fährdampfer nach Chilaya in Bolivien führte. Bis 1897 sammelte er in Bolivien zum Teil gemeinsam mit seinem Bruder Otto, kehrte 1897 nach Europa zurück und arbeitete 1898 bei Otto Staudinger in Dresden.
Am 28. Dezember 1900 schiffte er sich mit Frau und drei Kindern auf seine vierte Reise nach Südamerika ein und siedelte sich 1901 in Paraguay in der deutschen Kolonie Hohenau an, wo er am 25. Februar 1907 in Gegenwart seiner Frau und seiner 5 Kinder ermordet wurde.
Nach einer von Hans Graf von Berlepsch 1901 veröffentlichten Mitteilung hatte er bis zu diesem Zeitpunkt von den Gebrüdern Garlepp etwa 4000 Vogelbälge erhalten, welche alle hervorragend präpariert waren, wissenschaftliche Etiketten mit Angaben über Geschlecht, Fundort und Datum hatten und ungefähr 800 Arten umfassten.
Otto Staudinger benannte ihm zu Ehren 1892 das Taxon Papilio garleppi Staudinger, 1892, einen Schmetterling (Tagfalter) aus der Familie der Ritterfalter (Papilionidae), Hans Graf von Berlepsch den Cochabamba-Bergfinken Compsospia garleppi Berlepsch, 1893, der aktuell als Poospiza garleppi (Berlepsch, 1893) bestimmt wird und Oldfield Thomas 1898 die Garlepp-Maus Galenomys garleppi (Thomas, 1898).